# Género Zeefuik
Género Zeefuik (ur. 5 kwietnia 1990 w Amsterdamie) – holenderski piłkarz występujący na pozycji napastnika.
Jest wychowankiem PSV. Do kadry pierwszego zespołu włączony został w sezonie 2006/2007. Debiut w lidze zaliczył w wieku szesnastu lat w spotkaniu z NAC Breda. 27 listopada 2006 w pojedynku z CSKA Moskwa przebywał na ławce rezerwowych. Zagrał w 1/4 finału rozgrywek w meczu z Liverpool F.C. Z PSV był wypożyczany do FC Omniworld, FC Dordrecht i NEC Nijmegen. Następnie trafił do FC Groningen, z którego był wypożyczony do Heart of Midlothian. W 2015 przeszedł do Balıkesirsporu.
Zeefuik jest reprezentantem Holandii U-17, z którą wziął udział w Mistrzostwach Europy U-17, które odbyły się w Belgii.